# Спорт Бойз Варнес
«Спорт Бойз Варнес» (исп. Sport Boys Warnes) — боливийский футбольный клуб из города Варнес департамента Санта-Крус. Играет домашние матчи на стадионе Самуэля Ваки. Чемпион Боливии 2015 года (Апертура).

## История
Клуб был основан 17 августа 1954 года.
В сезоне 2012/13 «Спорт Бойз» занял второе место в Национальном чемпионате B, уступив два очка «Гуабире». 13 июня 2013 года после двух ничейных матчей в плей-офф за повышение с «Петролеро» (2:2 и 1:1) «Спорт Бойз» во второй переигровке победил соперников со счетом 2:0, в конце матча дублем отметился Хоакин Ботеро, это позволило команде впервые в истории выйти в Профессиональную лигу Боливии. Благодаря этому достижению в высшей лиге оказались уже четыре команды из департамента Санта-Крус: «Блуминг», «Ориенте Петролеро», «Гуабира» и «Спорт Бойз».
Спустя два года, 20 декабря 2015 года, впервые в своей истории «Спорт Бойз» стал чемпионом страны, выиграв розыгрыш Апертуры с отрывом от «Боливара» в два очка.
«Спорт Бойз Варнес» стал известен в Южной Америке и мире благодаря некоторым неординарным решениям со стороны руководства команды. Так, в 2014 году клуб подписал профессиональный контракт с президентом Боливии Эво Моралесом (впрочем, он так и не был заявлен в официальные соревнования). В декабре 2013 года «Спорт Бойз Варнес» стал первым боливийским клубом, назначившим на должность исполняющей обязанности главного тренера женщину — Ильду Ордоньес.
В 2019 году клуб провёл сомнительную Апертуру, где финишировал на 12-м месте с 23 очками. В Клаусуре перед клубом стояла задача уйти из зоны вылета, но команда продолжала терять очки в домашних матчах. Клуб серьёзно пострадал, когда в Боливии случился политический кризис. С команды снимали очки из-за отсутствия выплат игрокам, у клуба не было официального тренера, поля для тренировок и недобор игроков. Ещё одним ударом стало исчезновение его тогдашнего президента Карлоса Ромеро, который был министром правительства и также был вовлечён в политический кризис. Из последних десяти матчей сезона «Спорт Бойз» выиграл только два, а на встречу с «Реал Потоси» не явился вовсе. По информации клуба, это произошло потому, что на рейс не было мест, однако Федерация футбола Боливии исключила команду из турниров под своей эгидой, его место в сезоне 2020 года занял «Реал Санта-Крус».

## Титулы
- Чемпион Боливии (1): Ап. 2015